# Doğan
Doğan ist ein türkischer männlicher Vorname sowie häufiger Familienname mit der Bedeutung „Falke“. Außerhalb des türkischen Sprachraums tritt vereinzelt die nicht-türkische Schreibweise Dogan auf.

## Namensträger

### Vorname
- Doğan Akhanlı (1957–2021), türkisch-deutscher Schriftsteller
- Doğan Alemdar (* 2002), türkischer Fußballtorhüter
- Doğan Andaç (1923–2013), türkischer Oberstleutnant, Fußballtrainer und -funktionär
- Doğan Seyfi Atlı (1980–2001), türkischer Fußballspieler
- Doğan Babacan (1930–2018), türkischer Fußballspieler und -schiedsrichter
- Doğan Erdoğan (* 1996), türkischer Fußballspieler
- Doğan Güreş (1926–2014), türkischer General
- Doğan Güzel (* 19**), kurdisch-türkischer Zeichner, Illustrator und Karikaturist
- Doğan Karakuş (* 1993), türkischer Fußballspieler
- Doğan Koloğlu (1927–2013), türkischer Fußballspieler -trainer, -funktionär und Sportjournalist
- Doğan Küçükduru (1954–2021), türkischer Fußballspieler
- Doğan Özdenak (* 1954), türkischer Fußballtorhüter
- Dogan Padar (* 1988), türkischer Schauspieler
- Doğan Sel (1936–2015), türkischer Fußballspieler

### Familienname
- Abdullah Dogan (* 1997), deutsch-türkischer Fußballspieler
- Adem Doğan (* 2001), türkischer Fußballspieler
- Ahmed Dogan (* 1954), bulgarischer Politiker
- Ahmet Doğan (* 19**), türkisch-deutscher Verleger, Übersetzer und Buchhändler
- Ali Doğan (* 1982), deutscher Politiker (SPD), stellvertretender Vorsitzender der Bundes-AG Migration und Vielfalt der SPD
- Arzuhan Doğan Yalçındağ (* 1964), türkische Geschäftsfrau und Medienunternehmerin
- Aydın Doğan (* 1936), türkischer Unternehmer
- Aynur Doğan (* 1975), türkisch-kurdische Sängerin
- Bahar Doğan (* 1974), türkische Marathonläuferin
- Berkay Dogan (* 2002), österreichischer Fußballspieler
- Celal Doğan (* 1943), türkischer Politiker und Fußballfunktionär
- Çetin Doğan (* 1940), türkischer General
- Deniz Dogan (* 1979), deutsch-türkischer Fußballspieler
- Destan Dogan (* 1981), kurdischer Sänger und Unternehmer
- Dilber Doğan (* 1961), türkische Sängerin
- Dilek Doğan († 2015), kurdische Aktivistin
- Elif Doğan (* 1994), türkische Schauspielerin
- Evrim Doğan (* 1977), türkische Schauspielerin
- Fatih Doğan (* 1990), schweizerisch-türkischer Fußballspieler
- Fikret Doğan (* 1968), deutscher Schriftsteller
- Hakan Doğan (Boxer) (* 1995), türkischer Boxer
- Harun Doğan (* 1976), türkischer Ringer
- Hasan Doğan (1956–2008), türkischer Fußballfunktionär
- Hatune Dogan (* 1970), syrisch-orthodoxe Klosterschwester und Leiterin der Hilfsorganisation Helfende Hände
- Hülya Doğan-Netenjakob (* 1967), deutsche Schauspielerin, Theaterregisseurin und Theaterwissenschaftlerin
- Hüsnü Doğan (* 1944), türkischer Politiker
- Hüzeyfe Doğan (* 1981), deutsch-türkischer Fußballspieler
- Ilhan Doğan, deutsch-türkischer Manager und Unternehmer
- İshak Doğan (* 1990), deutsch-türkischer Fußballspieler
- İzzettin Doğan (* 1940), türkischer Völkerrechtler und Mediengründer
- Kadir Doğan (* 1988), deutsch-türkischer Fußballspieler
- Mazlum Doğan (1955–1982), kurdisches Mitglied des Zentralkomitees der PKK
- Mehtap Doğan-Sızmaz (* 1978), türkische Marathonläuferin
- Muhammed Ali Doğan (* 1995), deutsch-türkischer Fußballspieler
- Mustafa Doğan (* 1976), deutscher Fußballspieler
- Mustafa Şevki Doğan (* 1964), türkischer Regisseur
- Nedim Doğan (* 1943), türkischer Fußballspieler
- Orhan Doğan (1955–2007), kurdisch-türkischer Politiker
- Rıza Doğan (1931–2004), türkischer Ringer
- Selina Özuzun Doğan (* 1977), türkische Rechtsanwältin und Parlamentsabgeordnete
- Serdar Dogan (* 1978), deutscher Filmemacher (Regisseur, Drehbuchautor, Kameramann, Filmeditor, Produzent)
- Serhat Doğan (* 1974), türkischer Schauspieler
- Sülmez Dogan (* 1975), Bremer Politikerin (Die Grünen) und Mitglied der Bremischen Bürgerschaft
- Turgay Doğan (* 1974), deutsch-türkischer Schauspieler
- Uğur Doğan (* 1954), türkischer Diplomat
- Zehra Doğan (* 1989), türkische Künstlerin und Journalistin
- Ziya Doğan (Ringer), türkischer Ringer
- Ziya Doğan (Fußballspieler) (* 1961), türkischer Fußballspieler und -trainer